# Mladá
Mladá (deutsch Mlada) war ein Dorf in Böhmen. Es lag vier Kilometer östlich von Jiřice und wurde zwischen 1904 und 1907 bei der Errichtung des Truppenübungsplatzes Milotitz geräumt.

## Geographie
Die Wüstung Mladá befindet sich am Rande einer Lichtung am nordöstlichen Fuße des Hügels Pozorovatelna (247 m) an der Kreuzung der Straßen von Jiřice nach Lipník und von Straky nach Benátky nad Jizerou. Der Dorfplatz lag zwischen der Kreuzung und erstreckte sich entlang der abzweigenden Straße nach Milovice.

## Geschichte
Das zwischen dem Konczina-Wald und Mord-Wald auf einer Lichtung gelegene Dorf wurde 1369 erstmals urkundlich erwähnt. Mlada lag am Kreuzungspunkt zweier Handelsverbindungen von Benatek, Lysá nad Labem und Nymburk durch den Korczina- und Mord-Wald. Mittelpunkt des um einen großen Marktplatz errichteten Ortes bildete die seit dem 13. Jahrhundert bestehende Pfarrkirche St. Nikolaus, zu der auch die Dörfer Jiřice und Lipník gepfarrt waren. 1587 brannte ein Teil des zur Herrschaft Benatek gehörigen Dorfes nieder.
Nach der Aufhebung der Patrimonialherrschaften bildete Mladá mit den zugehörigen Höfen Mladotín und Boží Dar eine Gemeinde im Bezirk Jungbunzlau. 1890 bestand Mladá aus 99 Häusern und hatte 585 Einwohner. Im Dorf bestand zu dieser Zeit eine dreiklassige Schule.
Im Zuge der Errichtung eines Truppenübungsplatzes mit Schießplatz und großem Übungsgelände im Konczina- und Mordwald wurde im Jahre 1904 der Beschluss zur Auflösung von Mlada gefasst. Die neue Ansiedlung Mladá entstand vier Kilometer südwestlich bei Milovice am Bach Mlynařice. Die letzte Trauung in der Kirche St. Katharina erfolgte am 18. Oktober 1907.

Koordinaten: 50° 16′ N, 14° 53′ O